# Martin Grubmüller
Martin Grubmüller (* 1. März 2002) ist ein österreichischer Fußballspieler.

## Karriere
Grubmüller begann seine Karriere beim FS Elektra Wien. Im Jänner 2013 wechselte er zur ISS Admira. Im März 2014 kam er in die Jugend des FC Admira Wacker Mödling. Zur Saison 2016/17 wechselte er zum Floridsdorfer AC.
Im August 2019 debütierte er gegen den Nußdorfer AC für die Amateure der Wiener in der fünftklassigen 2. Landesliga. Im Juni 2020 stand er gegen den SK Vorwärts Steyr erstmals im Kader der Profis des FAC. Sein Debüt in der 2. Liga gab er im selben Monat, als er am 24. Spieltag der Saison 2019/20 gegen den FC Dornbirn 1913 in der 86. Minute für Abdelrahman Shousha eingewechselt wurde.